# Großer Preis von Monaco 1997
Der Große Preis von Monaco 1997 (offiziell LV Grand Prix de Monaco) fand am 11. Mai auf dem Circuit de Monaco in Monte Carlo statt und war das fünfte Rennen der Formel-1-Weltmeisterschaft 1997. Das Rennen wurde aufgrund Regens nach der Zwei-Stunden-Frist frühzeitig 16 Runden vor Schluss beendet.

## Bericht

### Hintergrund
Nach dem Großen Preis von San Marino führte Jacques Villeneuve in der Fahrerwertung mit sechs Punkten vor Michael Schumacher und mit zehn Punkten vor Heinz-Harald Frentzen, David Coulthard, Eddie Irvine, Gerhard Berger und Mika Häkkinen. In der Konstrukteurswertung führte Williams-Renault mit sechs Punkten vor Ferrari und mit zehn Punkten vor McLaren-Mercedes.
Während des Wochenendes wurden mehrere Formel-1-Utensilien, darunter die Rennoveralls sowie Helme der Fahrer, für notleidende Kinder in Afrika und Asien versteigert.
Ferrari reiste mit einem verbesserten Motor an, welcher erst am Samstag für das Qualifying das erste Mal eingesetzt wurde.
Für Nicola Larini sollte es der letzte Grand Prix werden.
Mit Michael Schumacher (zweimal) und Olivier Panis (einmal) traten zwei ehemalige Sieger zu diesem Grand Prix an.

### Training
Vor dem Rennen fanden zwei Trainingseinheiten statt: Die erste traditionell am Donnerstagmorgen und die zweite am Samstagmorgen.
Beim ersten freien Training am Donnerstag holte sich überraschend Johnny Herbert im Sauber mit einer Zeit von 1:21,188 Minuten vor Michael Schumacher und Villeneuve die Bestzeit. Bis auf ein Fahrer lagen alle innerhalb von vier Sekunden, einzig Ukyō Katayama im Minardi setzte eine Zeit von 1:39,353 Minuten, rund 18 Sekunden langsamer als Herbert.
Beim zweiten freien Training am Samstag konnte sich Frentzen vor Giancarlo Fisichella und Villeneuve die Bestzeit sichern.

### Qualifying
Frentzen im Williams konnte sich mit einer Zeit von 1:18,216 Minuten seine erste Pole-Position sichern, nur rund 19 Tausendstel Vorsprung auf Michael Schumacher. Dritter wurde der WM-Führende Villeneuve.

### Warm-Up
Die Fahrer gingen am Sonntagmorgen zu einer 30-minütigen Aufwärmsitzung auf die Strecke. Die beiden Williams holten sich die ersten beiden Plätze in dieser Session. Diese Session fand noch im Trockenen statt.

### Rennen
Rund 30 Minuten vor Rennbeginn begann es zu regnen. Entgegen dem aktuell vorherrschendem Wetter entschied man sich bei Williams dennoch mit Trockenreifen zu starten, da man auf eine Verbesserung der Wetterlage hoffte. Später sollte sich zeigen, dass dies ein Fehler war, denn schon in der Aufwärmrunde setzte ein intensiver Regen ein.
Michael Schumacher konnte sich beim Start rasch an die Spitze setzen, während die Williams mit ihren Wagen kämpfen mussten. In Runde fünf belief sich der Vorsprung des Deutschen auf ca. 22 Sekunden, dahinter folgten die ebenfalls auf Regen eingestellten Jordan. Beide Jordan wurden allerdings bald von Rubens Barrichello überholt, da der Bridgestone-Regenreifen des Stewart wesentlich besser funktionierte als der von Goodyear. Aus Sicht der Arrows begann das Rennen katastrophal: Beide starteten auf Slicks, was dazu führte, dass Pedro Diniz beim Start in die Wand schlitterte. Damon Hill erging es nicht besser, er kollidierte eine Runde später mit Häkkinen.
Während Michael Schumacher seinen Vorsprung kontinuierlich ausbauen konnte, schieden seine gefährlichsten Gegner aus: Villeneuve sowie Frentzen kollidierten beide mit der Mauer, nachdem sie sich ebenfalls Regenreifen abholten.
Da aufgrund des Regens durch die geplanten 78 Runden die Zwei-Stunden-Marke bei weitem überschritten worden wäre, wurde das Rennen in Runde 62 abgewunken. Michael Schumacher, mit einem Vorsprung von 53 Sekunden, reduzierte deutlich das Tempo, um genau nach der angefangenen zweiten Stunde über die Ziellinie zu fahren und sich so eine weitere Runde zu ersparen. Es war der erste Ferrari-Sieg in Monaco seit dem Großen Preis 1981, bei dem Gilles Villeneuve überraschend siegte.
Bemerkenswert ist die Tatsache, dass Mika Salo im Tyrrell keinen einzigen Boxenstopp vornehmen musste, obwohl er in der frühen Rennphase seinen Frontflügel stark beschädigt hatte. Dadurch gelang es ihm, als Fünfter ins Ziel zu kommen. Die beiden auf diese Weise erzielten Punkte sollten die letzten Punkte für das Tyrrell-Team werden.
Michael Schumacher konnte sich zudem mit 1:53,315 Minuten die schnellste Runde sichern.
In der Fahrerwertung übernahm Michael Schumacher den ersten Platz von Villeneuve. Irvine war Dritter. In der Konstrukteurswertung zog Ferrari an Williams-Renault vorbei. McLaren-Mercedes blieb auf dem dritten Platz.

## Meldeliste
| Team                        | Nr. | Fahrer                | Chassis        | Motor                 | Reifen |
| --------------------------- | --- | --------------------- | -------------- | --------------------- | ------ |
| Danka Arrows Yamaha         | 01  | Damon Hill            | Arrows A18     | Yamaha 3.0 V10        | B      |
| Danka Arrows Yamaha         | 02  | Pedro Diniz           | Arrows A18     | Yamaha 3.0 V10        | B      |
| Rothmans Williams Renault   | 03  | Jacques Villeneuve    | Williams FW19  | Renault 3.0 V10       | G      |
| Rothmans Williams Renault   | 04  | Heinz-Harald Frentzen | Williams FW19  | Renault 3.0 V10       | G      |
| Scuderia Ferrari Marlboro   | 05  | Michael Schumacher    | Ferrari F310B  | Ferrari 3.0 V10       | G      |
| Scuderia Ferrari Marlboro   | 06  | Eddie Irvine          | Ferrari F310B  | Ferrari 3.0 V10       | G      |
| Mild Seven Benetton Renault | 07  | Jean Alesi            | Benetton B197  | Renault 3.0 V10       | G      |
| Mild Seven Benetton Renault | 08  | Gerhard Berger        | Benetton B197  | Renault 3.0 V10       | G      |
| West McLaren Mercedes       | 09  | Mika Häkkinen         | McLaren MP4/12 | Mercedes-Benz 3.0 V10 | G      |
| West McLaren Mercedes       | 10  | David Coulthard       | McLaren MP4/12 | Mercedes-Benz 3.0 V10 | G      |
| B&H Total Jordan Peugeot    | 11  | Ralf Schumacher       | Jordan 197     | Peugeot 3.0 V10       | G      |
| B&H Total Jordan Peugeot    | 12  | Giancarlo Fisichella  | Jordan 197     | Peugeot 3.0 V10       | G      |
| Prost Gauloises Peugeot     | 14  | Olivier Panis         | Prost JS45     | Mugen-Honda 3.0 V10   | B      |
| Prost Gauloises Peugeot     | 15  | Shinji Nakano         | Prost JS45     | Mugen-Honda 3.0 V10   | B      |
| Red Bull Sauber Petronas    | 16  | Johnny Herbert        | Sauber C16     | Petronas 3.0 V10      | G      |
| Red Bull Sauber Petronas    | 17  | Nicola Larini         | Sauber C16     | Petronas 3.0 V10      | G      |
| Tyrrell                     | 18  | Jos Verstappen        | Tyrrell 025    | Ford ED4 3.0 V8       | G      |
| Tyrrell                     | 19  | Mika Salo             | Tyrrell 025    | Ford ED4 3.0 V8       | G      |
| Minardi Team                | 20  | Ukyō Katayama         | Minardi M197   | Hart 3.0 V8           | B      |
| Minardi Team                | 21  | Jarno Trulli          | Minardi M197   | Hart 3.0 V8           | B      |
| Stewart Ford                | 22  | Rubens Barrichello    | Stewart SF01   | Ford Zetec-R 3.0 V10  | B      |
| Stewart Ford                | 23  | Jan Magnussen         | Stewart SF01   | Ford Zetec-R 3.0 V10  | B      |

## Klassifikation

### Qualifying
| Pos.                                                                       | Fahrer                | Konstrukteur      | Zeit     | Start |
| -------------------------------------------------------------------------- | --------------------- | ----------------- | -------- | ----- |
| 01                                                                         | Heinz-Harald Frentzen | Williams-Renault  | 1:18,216 | 01    |
| 02                                                                         | Michael Schumacher    | Ferrari           | 1:18,235 | 02    |
| 03                                                                         | Jacques Villeneuve    | Williams-Renault  | 1:18,583 | 03    |
| 04                                                                         | Giancarlo Fisichella  | Jordan-Peugeot    | 1:18,665 | 04    |
| 05                                                                         | David Coulthard       | McLaren-Mercedes  | 1:18,779 | 05    |
| 06                                                                         | Ralf Schumacher       | Jordan-Peugeot    | 1:18,943 | 06    |
| 07                                                                         | Johnny Herbert        | Sauber-Petronas   | 1:19,105 | 07    |
| 08                                                                         | Mika Häkkinen         | McLaren-Mercedes  | 1:19,119 | 08    |
| 09                                                                         | Jean Alesi            | Benetton-Renault  | 1:19,263 | 09    |
| 10                                                                         | Rubens Barrichello    | Stewart-Ford      | 1:19,295 | 10    |
| 11                                                                         | Nicola Larini         | Sauber-Petronas   | 1:19,468 | 11    |
| 12                                                                         | Olivier Panis         | Prost-Mugen-Honda | 1:19,626 | 12    |
| 13                                                                         | Damon Hill            | Arrows-Yamaha     | 1:19,674 | 13    |
| 14                                                                         | Mika Salo             | Tyrrell-Ford      | 1:19,694 | 14    |
| 15                                                                         | Eddie Irvine          | Ferrari           | 1:19,723 | 15    |
| 16                                                                         | Pedro Diniz           | Arrows-Yamaha     | 1:19,860 | 16    |
| 17                                                                         | Gerhard Berger        | Benetton-Renault  | 1:20,199 | 17    |
| 18                                                                         | Jarno Trulli          | Minardi-Hart      | 1:20,349 | 18    |
| 19                                                                         | Jan Magnussen         | Stewart-Ford      | 1:20,516 | 19    |
| 20                                                                         | Ukyō Katayama         | Minardi-Hart      | 1:20,606 | 20    |
| 21                                                                         | Shinji Nakano         | Prost-Mugen-Honda | 1:20,961 | 21    |
| 22                                                                         | Jos Verstappen        | Tyrrell-Ford      | 1:21,290 | 22    |
| 107-Prozent-Zeit: 1:23,691 min (bezogen auf die Bestzeit von 1:18,216 min) |                       |                   |          |       |

### Rennen
| Pos. | Fahrer                | Konstrukteur      | Runden | Stopps | Zeit        | Start | Schnellste Runde |
| ---- | --------------------- | ----------------- | ------ | ------ | ----------- | ----- | ---------------- |
| 01   | Michael Schumacher    | Ferrari           | 62     | 1      | 2:00:05,654 | 02    | 1:53,315 (26.)   |
| 02   | Rubens Barrichello    | Stewart-Ford      | 62     | 1      | + 53,306    | 10    | 1:53,495 (10.)   |
| 03   | Eddie Irvine          | Ferrari           | 62     | 1      | + 1:22,108  | 15    | 1:54,202 (48.)   |
| 04   | Olivier Panis         | Prost-Mugen-Honda | 62     | 1      | + 1:44,402  | 12    | 1:55,309 (18.)   |
| 05   | Mika Salo             | Tyrrell-Ford      | 61     | 0      | + 1 Runde   | 14    | 1:54,968 (22.)   |
| 06   | Giancarlo Fisichella  | Jordan-Peugeot    | 61     | 1      | + 1 Runde   | 04    | 1:54,806 (09.)   |
| 07   | Jan Magnussen         | Stewart-Ford      | 61     | 2      | + 1 Runde   | 19    | 1:55,303 (27.)   |
| 08   | Jos Verstappen        | Tyrrell-Ford      | 60     | 1      | + 2 Runden  | 22    | 1:55,045 (23.)   |
| 09   | Gerhard Berger        | Benetton-Renault  | 60     | 1      | + 2 Runden  | 17    | 1:55,841 (08.)   |
| 10   | Ukyō Katayama         | Minardi-Hart      | 60     | 1      | + 2 Runden  | 20    | 1:56,101 (24.)   |
| –    | Heinz-Harald Frentzen | Williams-Renault  | 39     | 2      | DNF         | 01    | 1:53,504 (22.)   |
| –    | Shinji Nakano         | Prost Mugen-Honda | 36     | 0      | DNF         | 21    | 1:56,906 (19.)   |
| –    | Nicola Larini         | Sauber-Petronas   | 24     | 2      | DNF         | 11    | 1:56,940 (19.)   |
| –    | Jean Alesi            | Benetton-Renault  | 16     | 0      | DNF         | 09    | 1:55,451 (09.)   |
| –    | Jacques Villeneuve    | Williams-Renault  | 16     | 1      | DNF         | 03    | 1:55,218 (14.)   |
| –    | Ralf Schumacher       | Jordan-Yamaha     | 10     | 0      | DNF         | 06    | 1:53,430 (10.)   |
| –    | Johnny Herbert        | Sauber-Petronas   | 9      | 0      | DNF         | 07    | 1:55,840 (08.)   |
| –    | Jarno Trulli          | Minardi-Hart      | 7      | 0      | DNF         | 18    | 2:00,038 (07.)   |
| –    | David Coulthard       | McLaren-Mercedes  | 1      | 0      | DNF         | 05    | 2:11,201 (01.)   |
| –    | Mika Häkkinen         | McLaren-Mercedes  | 1      | 0      | DNF         | 08    | 2:15,786 (01.)   |
| –    | Damon Hill            | Arrows-Yamaha     | 1      | 0      | DNF         | 13    | 2:17,648 (01.)   |
| –    | Pedro Diniz           | Arrows-Yamaha     | 0      | 0      | DNF         | 16    | –                |

## WM-Stände nach dem Rennen
Die ersten sechs des Rennens bekamen 10, 6, 4, 3, 2 bzw. 1 Punkt(e).

### Fahrerwertung
| Pos. | Fahrer                | Konstrukteur      | Punkte |
| ---- | --------------------- | ----------------- | ------ |
| 01   | Michael Schumacher    | Ferrari           | 24     |
| 02   | Jacques Villeneuve    | Williams-Renault  | 20     |
| 03   | Eddie Irvine          | Ferrari           | 14     |
| 04   | Heinz-Harald Frentzen | Williams-Renault  | 10     |
| 05   | David Coulthard       | McLaren-Mercedes  | 10     |
| 06   | Gerhard Berger        | Benetton-Renault  | 10     |
| 07   | Mika Häkkinen         | McLaren-Mercedes  | 10     |
| 08   | Olivier Panis         | Prost-Mugen-Honda | 9      |
| 09   | Rubens Barrichello    | Stewart-Ford      | 6      |
| 10   | Ralf Schumacher       | Jordan-Peugeot    | 4      |
| 11   | Giancarlo Fisichella  | Jordan-Peugeot    | 4      |

| Pos. | Fahrer         | Konstrukteur      | Punkte |
| ---- | -------------- | ----------------- | ------ |
| 12   | Johnny Herbert | Sauber-Petronas   | 3      |
| 13   | Jean Alesi     | Benetton-Renault  | 3      |
| 14   | Mika Salo      | Tyrrell-Ford      | 2      |
| 15   | Nicola Larini  | Sauber-Petronas   | 1      |
| 16   | Jan Magnussen  | Stewart-Ford      | 0      |
| 17   | Shinji Nakano  | Prost-Mugen-Honda | 0      |
| 18   | Jos Verstappen | Tyrrell-Ford      | 0      |
| 19   | Jarno Trulli   | Minardi-Hart      | 0      |
| 20   | Ukyō Katayama  | Minardi-Hart      | 0      |
| 21   | Pedro Diniz    | Arrows-Yamaha     | 0      |
| 22   | Damon Hill     | Arrows-Yamaha     | 0      |

### Konstrukteurswertung
| Pos. | Konstrukteur      | Punkte |
| ---- | ----------------- | ------ |
| 01   | Ferrari           | 38     |
| 02   | Williams-Renault  | 30     |
| 03   | McLaren-Mercedes  | 20     |
| 04   | Benetton-Renault  | 13     |
| 05   | Prost-Mugen-Honda | 9      |
| 06   | Jordan-Peugeot    | 8      |

| Pos. | Konstrukteur    | Punkte |
| ---- | --------------- | ------ |
| 07   | Stewart-Ford    | 6      |
| 08   | Sauber-Petronas | 4      |
| 09   | Tyrrell-Ford    | 2      |
| 10   | Minardi-Hart    | 0      |
| 11   | Arrows-Yamaha   | 0      |
| –    | Lola-Ford       | 0      |